# Bachtel
Der Bachtel ist ein Berg im Zürcher Oberland bei Hinwil in der Schweiz. Er ist mit 1115 m ü. M. die höchste Erhebung der Allmannkette (Allmenkette, Bachtel-Allmen-Kette) zwischen Töss und Glatt/Kempt. Auf der Spitze befindet sich der Aussichtsturm Bachtel.

## Name

Historisches Luftbild von 1923, aufgenommen aus 100 Metern Höhe von Walter Mittelholzer

«Bachtel» ist ein in der Region verbreiteter Flurname mit der Bedeutung «Bachtal», «Bachtobel». Das maskuline Genus rührt davon, dass der Name des Bergs verkürzt ist aus Bachtalberg, so auf der Gygerkarte von 1667. Das namensgebende Bachtal ist das des Sagenbachs (an der Südflanke des Bergs), an dessen oberem Lauf die Bachtelweid liegt.
Der Bachtel trug früher andere Namen. In Urkunden aus der Zeit vor Mitte 17. Jahrhundert wird der Name Berg Orn oder auch hoher Ornberg verwendet. Als höchste Erhebung der Allmannkette respektive Bachtelkette wurde früher auch der Name Allmann (Allmannberg, Almenberg) verwendet. Auf der Karte von Johannes Stumpf (1548) findet sich der Eintrag «Alman M[ons]».
Seit Mitte des 19. Jahrhunderts wurde der Name Allmann (Allmen) allmählich auf den zweithöchsten Gipfel (1079 m ü. M.) übertragen. Die Umbenennung des Bachtels nach dem Tal des Sagenbachs ging von Osten (Wald) aus, im Westen um Hinwil hiess der Berg noch länger Allmann. So hiess die Regionalzeitung in Hinwil ab 1852 «Der Allmann», während der Name einer vergleichbaren Publikation in Wald ab 1861 «Volksblatt vom Bachtel» lautete (seit 1960 sind die beiden Zeitungen fusioniert als Zürcher Oberländer).
Ludwig von Bollmann bezeichnet den heutigen Bachtel noch 1837 als den «eigentlichen Allmann» (Die Schweiz: ein Handbuch zunächst für Reisende), und der Name Bachtel-Horn ist auf das heutige Bachtelhörnli (968 m ü. M.) beschränkt. Die Karte von Johannes Wild, entstanden zwischen 1843 und 1851, bezeichnet den Hauptgipfel bereits als Bachtel, und das Bachtelhörnli als Hörnli. Auf dem Sattel zwischen Bachtel und Bachtelhörnli ist der Hof Bachtel eingezeichnet. In der Landeskarte ab 1909 heisst derselbe Hof dann Unterbachtel (da nun unterhalb des als Bachtel benannten Gipfels gelegen).

## Geographie
Der Bachtel liegt zwischen Hinwil im Nordwesten, Wald ZH im Südosten und Rüti ZH im Südwesten. Er ist der höchste Punkt und südliche Abschluss der langen Hügelkette – Allmannkette oder Bachtelkette – zwischen den Tälern der Töss und Jona im Osten und des Pfäffikersees und der Kempt im Westen. Der obere Bereich des Berges ist mehrheitlich bewaldet. Die tieferen Lagen werden landwirtschaftlich genutzt. Der Berg gehört zu den höchsten des Tössberglands und nach der Einteilung des SAC zu den Ostschweizer Voralpen, die in anderen Einteilungen als «Appenzeller Alpen» bezeichnet werden.
Südöstlich, unterhalb des Gipfels, liegt auf ca. 955 Meter Höhe der Bachtelspalt. Es handelt sich um eine Spalte, die 1939 beim Abrutschen eines Nagelfluhkopfes entstand. Sie ist begehbar, aber sehr eng.

## Verkehr und Tourismus

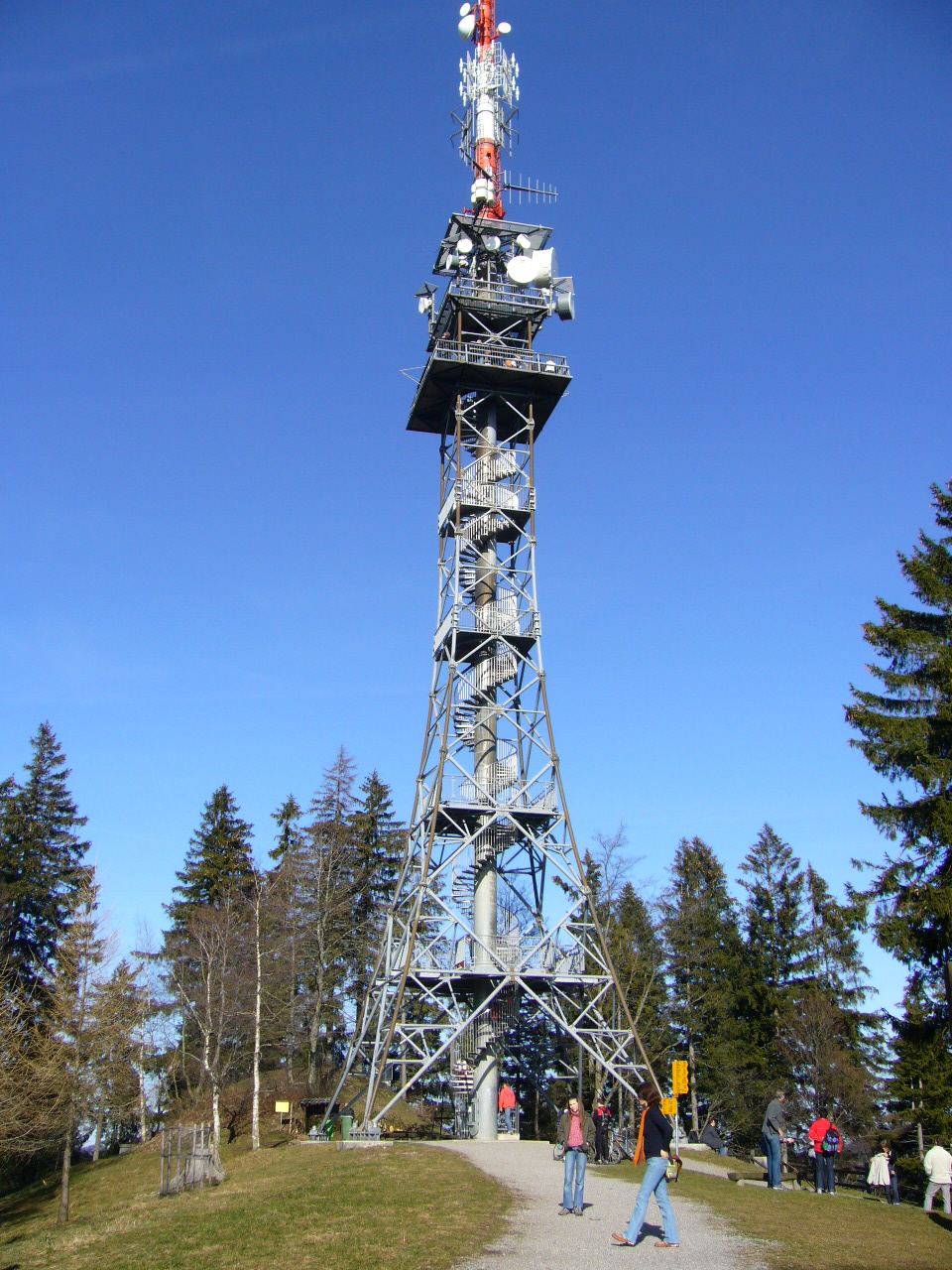
Aussichtsturm

### Gipfel
Der Bachtel ist ein beliebtes Ausflugsziel. Auf dem Gipfel des Bachtels stehen ein Restaurant und der Aussichtsturm Bachtel.
1854 erbaute der Bachtelverein auf dem Kulm eine Trinkhütte. Zwei Jahre später baute Johannes Ryf ein Wohn- und Wirtschaftsgebäude mit einem Aussichtspodium.
Ein erster Turm aus Holz wurde bereits 1873 errichtet. Der zweite Turm aus Metall, der alte Bachtel-Turm, wurde aufgrund seiner Schutzwürdigkeit nach dem Abbau eingelagert und steht seit 1992 auf dem Pfannenstiel. Der heutige Turm stammt aus dem Jahr 1986 und ist 75 Meter hoch.
Mit Ausnahme von Sonn- und Feiertagen kann man bis zum Gipfel fahren. Die Strassen von Hinwil und Wald bis Orn (925 m ü. M.) sind im Winter bei Schlittelbetrieb teilweise für den Verkehr gesperrt.
Auf dem Bachtel befindet sich auch ein pyramidenförmiger Triangulationspunkt.

### Sport
Im Orn an der Südwestseite des Bachtels bestanden über einige Jahrzehnte Skisprungschanzen, die vom Skiclub Hinwil und Skiclub am Bachtel betrieben wurden. Die grosse Schanze hatte einen K-Punkt von 62 Metern. 1971 sprang Hans Schmid den Schanzenrekord über 61,5 Meter. Hier sprang auch Andreas Däscher als Erster mit Handstellung hinten. Es gab noch kleinere Schanzen mit K48 und K20. Die Bachtelschanzen wurden 2003 abgerissen. Als Ersatz wurde 2005 in Gibswil die Bachtelblickschanze erbaut.
Am Allmen gab es zudem eine Bobsleigh-Bahn. Über dem Hinwiler Weiler Girenbad wurde schon in den dreissiger Jahren eine beliebte Schlittelbahn unterhalten, die immer mehr zum Bobfahren auf selbstgebauten Rennschlitten benutzt wurde. 1936 wurde der Bobclub Girenbad gegründet. Als 1951 St. Moritz Bobmeisterschaften aus finanziellen Gründen ablehnte, sprang erstmals der Bobclub Girenbad ein und baute mit Hilfe vieler Freiwilliger eine richtige, 1200 Meter lange Naturschnee-Bobbahn mit befestigten Kurven und einem gefürchteten «Eiskanal». Es folgten als sportliche Grossereignisse nationale und internationale Bobrennen am Allmen mit jeweils 10'000 Zuschauern und oft spektakulären Stürzen und Verletzten. 1961 fand die Rennrodel-WM im Natureiskanal statt. Unter den Siegern waren auch Einheimische, allen voran Initiant, Bob- und Bahnbauer, Bahnrekordhalter, Olympionike und Skelettonrider «König» Göpf Kägi. 1968 war – auch aus Sicherheitsgründen – Schluss mit der Bobbahn am Allmen, Longines-Cup und Heliomalt-Cup am Bachtel sind seither Sportgeschichte.
Zum Langlaufen wird am Bachtel von Gibswil aus die Panoramaloipe angelegt und in vier Varianten unterhalten.
Ab 1930 befand sich bei der Hochwacht ein Segelflugplatz, welcher allerdings nur zum Starten mit Gummiseil geeignet war. Nach 1935 wurde der Betrieb des Segelflugplatzes Bachtel-Hochwacht eingestellt, als dank der Zulassung der Schleppklinke der Flugzeugschlepp ab jedem geeigneten Flugfeld möglich wurde.
Das auf der Südseite des Bachtels gelegene Flugfeld Hasenstrick (ICAO: LSPK) musste 2009 den Betrieb einstellen wegen Differenzen zwischen den Inhabern der Betriebsbewilligung und der Eigentümerin des Grundstücks.
Auf dem grossen Festplatz Bachtel-Kulm ob Hinwil findet jedes Jahr der Bachtelschwinget statt, organisiert vom Schwingklub Zürcher Oberland. An die hundert Athleten messen sich jeweils vor rund 1000 sportbegeisterten Zuschauern. Am 29. August 1909 wurde durch Karl Attinger und Andreas Hefti erstmals ein Schwingeranlass auf dem Oberländer Hausberg organisiert. Regelmässig finden dort Wettkämpfe jedoch erst ab 1928 statt. 1955 wurde im Frondienst eine permanente Zuschauertribüne erstellt, die noch heute den Blick auf die drei Schwingplätze freigibt.
Der populäre Sportanlass auf dem Bachtel hat selbst in der helvetischen Kriminalliteratur seine Spuren hinterlassen.

## Trivia
Das Flugzeug vom Typ Airbus 320 mit dem Kennzeichen HB-IJW trug während seines Einsatzes bei der Swiss den Namen Bachtel.